# Cantón de Sainte-Sigolène
El cantón de Sainte-Sigolène era una división administrativa francesa, que estaba situada en el departamento de Alto Loira y la región de Auvernia.

## Composición
El cantón estaba formado por tres comunas:
- Saint-Pal-de-Mons
- Sainte-Sigolène
- Les Villettes

## Supresión del cantón de Sainte-Sigolène
En aplicación del Decreto nº 2014-162 de 17 de febrero de 2014, el cantón de Sainte-Sigolène fue suprimido el 22 de marzo de 2015 y sus 3 comunas pasaron a formar parte; dos del nuevo cantón de los Dos Ríos y Valles y una del nuevo cantón de Monistrol-sur-Loire.